# Santo Spirito
A Santo Spirito egy templom Firenzében, amit a szentlélekről neveztek el. Filippo Brunelleschi tervezte, 1436-ban kezdték el építeni, és 1487-ben fejezték be. A hozzá tartozó harangtornyot később, 1540-ben építették meg, a tervezője Baccio d’Agnolo volt.
A templomnak latin kereszt formája van, háromhajós. A főhajót az oldalhajóktól korinthoszi oszlopsor választja el. A templom teljes belsejét kápolnasor veszi körül. A számozott fülkékben különféle műalkotások vagy azok másolatai láthatóak. A II. kápolnában Giovanni di Baccio Bigio által készített, Michelangelónak a római Szent Péter-bazilikában lévő Pietà szobrának szabad másolata látható, amit 1549-ben készített. Az V. kápolnában Mária megkoronázása látható Alessandro Gherardinitől. A XIII-ban Madonna a szentekkel és a megrendelő családjával című kép látható Filippino Lippitől. A XV. kápolnában Neri Capponi szarkofágja látható, aki 1457-ben halt meg. A XVII. és XVIII. kápolnában ugyanazt a témát (Madonna a szentekkel) festették meg.
A bal oldali oltár Andrea Sansovino alkotása, a főoltár mögötti feszületet pedig Michelangelo ifjúkori művének véli. A sekrestyét Giuliano da Sangallo tervezte az 1400-as évek legvégén, az előcsarnoka Cronaca és Sansovino műve. A templomhoz egykor kolostor tartozott, melyben ma Salvatore Romanónak a szoborgyűjteménye látható, aki 1946-ban a városra hagyta a gyűjteményt.